# Машков Володимир Львович
Володи́мир Льво́вич Машко́в (рос. Влади́мир Льво́вич Машко́в; нар. 27 листопада 1963, Тула, Російська РФСР) — радянський та російський актор і режисер. Художній директор Московського театру ім. Табакова (з 6 квітня 2018). Народний артист Росії (2010). Батько Марії Машкової. Українофоб. Окрім кіно, відомий активною підтримкою Володимира Путіна та російського вторгнення в Україну. Фігурант бази центру «Миротворець».

## Життєпис
Народився 27 листопада 1963 року в Тула.
Закінчив Державний інститут театрального мистецтва. Працював у Московському театрі під керівництвом Олега Табакова.
Поставив вистави «Пристрасті за Бумбарашем» (1993), «Смертельний номер» (1994), «Тригрошова опера» (1996).
У фільмах «Ліміта» Дениса Євстигнєєва, «Підмосковні вечори» Валерія Тодоровського (обидва — 1994), «Американська донька» (1995) Карена Шахназарова створив образ молодої людини постперебудовної пори. Знявся також у кінострічці «Злодій» Павла Чухрая (1997), яка відтворює жорстоку повоєнну реальність, що багато в чому перегукується із сучасністю. Режисер фільму «Сирота казанська» (1997).
Від 1999 року працював у Голівуді, зіграв у фільмі Майкла Редфорда «Танці в „Блакитній ігуані“» (2000). У багатосерійному телефільмі «Ідіот» (2003) за однойменним романом Федора Достоєвського створив складний образ Парфена Рогожина.
В 2003 році в Кам'янці-Подільському зняв кінострічку «Тато» за п'єсою Олександра Галича «Матроська тиша» (режисер, продюсер, виконавець головної ролі).
У 2004 році знявся в кінострічці «Червона Америка» (США).
В 2007 році виконав головну роль у фільмі «Ліквідація».
У 2011 році вийшов фільм із участю Володимира — «Місія нездійсненна: протокол Фантом».

## Громадянська позиція
Активний прихильник Путіна та його режиму, підтримує війну проти України. Підтримує про визнання "незалежності" терористичних угруповань ДНР та ЛНР. Фігурант бази даних центру «Миротворець» як особа, що становить загрозу національній безпеці України і міжнародному правопорядку.
Підтримав війну Росії проти України, активна фаза якої розпочалась 24 лютого 2022 року. За його ініціативи 29 березня 2022 року на фасаді Московського театра Олега Табакова було вивішено гігантську літеру «Z» у вигляді георгіївської стрічки. Разом з іншими прихильниками політики Путіна 19 березня 2022 року виступив на концерті, присвяченому восьмій річниці анексії Криму. «Сьогодні на будівлі нашого театру з'явився цей символ за Батьківщину, за нашу армію, за нашого президента, за життя наших дітей без нацистів та бандерівців» — прокоментував Машков.

## Санкції
За своє підтримання політики Путіна, щодо агресії Росії до України Машков Володимир Львович є фігурантом багатьох міжнародних санкційних списків. У травні 2023 року СБУ повідомила Машкову про підозру.

## Кримінальні справи
8 травня 2023 року СБУ повідомила актора про підозру за трьома статтями Кримінального кодексу України:
- ч. 2 ст. 110 (посягання на територіальну цілісність і недоторканність України);
- ч. 1 та ч. 3 ст. 436-2 (виправдовування, визнання правомірною, заперечення збройної агресії рф проти України, глорифікація її учасників);
- ч. 1 та ч. 2 ст. 332-1 (порушення порядку в’їзду на тимчасово окуповану територію України та виїзду з неї).

## Особисте життя
- Перша дружина — акторка Олена Шевченко;
  - Від цього шлюбу дочка Марія Машкова, акторка;
    - Має дві онучки Стефанію (народилася 6 червня 2010 року) та Олександру (народилася 12 березня 2012 року);
- Друга дружина — акторка Олена Хованська;
- Третя дружина — журналістка Ксенія Терентьєва (одружені у2000-2004 роках). Донька акторки Терентьєвої Нонни Миколаївни;
- Четверта дружина — українка Оксана Шелест (одружені у2005-2008 роках).

## Фільмографія

### Актор
| Рік  |   | Українська назва                      | Оригінальна назва                    | Роль                                 |
| ---- | - | ------------------------------------- | ------------------------------------ | ------------------------------------ |
| 1987 | ф | Крісло                                | Кресло                               | танцюрист                            |
| 1989 | ф | Звір радісний                         | Зверь ликующий                       | ґвалтівник                           |
| 1989 | ф | Зелений вогонь кози                   | Зеленый огонь козы                   | Микита                               |
| 1990 | ф | Роби – раз!                           | Делай – раз!                         | сержант Шилов                        |
| 1990 | ф | Ха-бі-аси                             | Ха-би-ассы                           | Ха-би-ас                             |
| 1991 | ф | Кохання на острові смерті             | Любовь на острове смерти             | Стів                                 |
| 1992 | ф | Аляска, сер!                          | Аляска, сэр!                         | Андрій Львов,він же Анжей Полянський |
| 1993 | ф | Я - Іван, ти - Абрам                  | Moi Ivan, toi Abraham                | Аарон                                |
| 1994 | ф | Ліміта                                | Лимита                               | Іван Ворошилов                       |
| 1994 | ф | Підмосковні вечори                    | Подмосковные вечера                  | Сергій                               |
| 1995 | ф | Американська донька                   | Американская дочь                    | Олексій                              |
| 1997 | ф | Сирота казанська                      | Сирота казанская                     | Федір                                |
| 1997 | ф | Злодій                                | Вор                                  | Толян                                |
| 1998 | ф | Два місяці – три сонця                | Две луны – три солнца                | Олексій                              |
| 1998 | ф | Твір до Дня Перемоги                  | Сочинение ко Дню Победы              | син Льва Моргуліса                   |
| 1999 | ф | Мати                                  | Мама                                 | Микола                               |
| 2000 | ф | Російський бунт                       | Русский бунт                         | Омелян Пугачов                       |
| 2000 | ф | Танці в „Блакитній ігуані“            | Dancing at the Blue Iguana           | Сашко                                |
| 2001 | ф | 15 хвилин                             | 15 Minutes                           | Мілош Карлов                         |
| 2001 | ф | Американська рапсодія                 | An American Rhapsody                 | Френк                                |
| 2001 | ф | Давай зробимо це по-швидкому          | The Quickie                          | Олег Волков                          |
| 2001 | ф | У тилу ворога                         | Behind Enemy Lines                   | мисливець Сашко                      |
| 2002 | ф | Олігарх                               | Олигарх                              | Платон Маковський                    |
| 2003 | с | Ідіот (серіал)                        | Идиот                                | Парфен Рогожин                       |
| 2004 | ф | Тато                                  | Папа                                 | Абрам Шварц                          |
| 2005 | ф | Статський радник                      | Статский советник                    | «Козир», Тихон Богоявленський        |
| 2005 | с | Шпигунка (серіал)                     | Alias                                | Міло Крадич                          |
| 2006 | ф | Полювання на піранью                  | Охота на пиранью                     | Кирило Мазур                         |
| 2006 | ф | Пітер FM                              | Питер FM                             | мужик у капцях                       |
| 2007 | с | Ліквідація (серіал)                   | Ликвидация                           | Давид Маркович Гоцман                |
| 2008 | ф | Домовик                               | Домовой                              | Домовик, найманий вбивця             |
| 2010 | ф | Кандагар                              | Кандагар                             | Сергій                               |
| 2010 | ф | Край                                  | Край                                 | Гнат                                 |
| 2011 | ф | Місія нездійсненна: Протокол «Фантом» | Mission: Impossible – Ghost Protocol | Агент Сідоров                        |
| 2011 | ф | Распутін                              | Распутин                             | Микола II                            |
| 2013 | с | Попіл (серіал)                        | Пепел                                | Ігор Петров                          |
| 2014 | ф | Григорій Р.                           | Григорий Р.                          | Григорій Распутін                    |
| 2015 | с | Батьківщина (серіал)                  | Родина                               | Олексій Брагин                       |
| 2015 | ф | Про кохання                           | Про любовь                           | Віктор Борисович                     |
| 2016 | ф | Екіпаж                                | Экипаж                               | Леонід Зінченко                      |
| 2016 | ф | Дуелянт                               | Дуэлянт                              | граф Беклемішев                      |
| 2023 | ф | Виклик                                | Вызов                                |                                      |

### Режисер
1997 — Сирота казанська
2004 — Тато
2019 — Міцніше сталі (документальний)